# Модульные здания

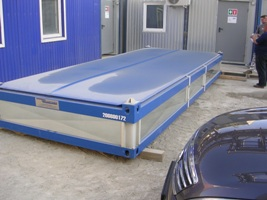
В упакованном виде (упаковка «Транспак»)

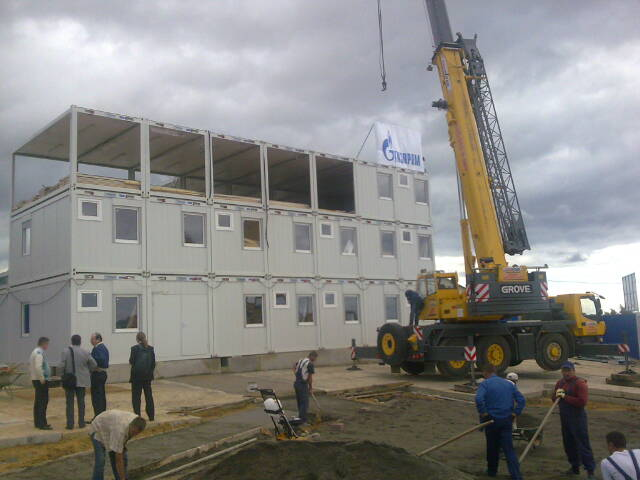
Модульное здание

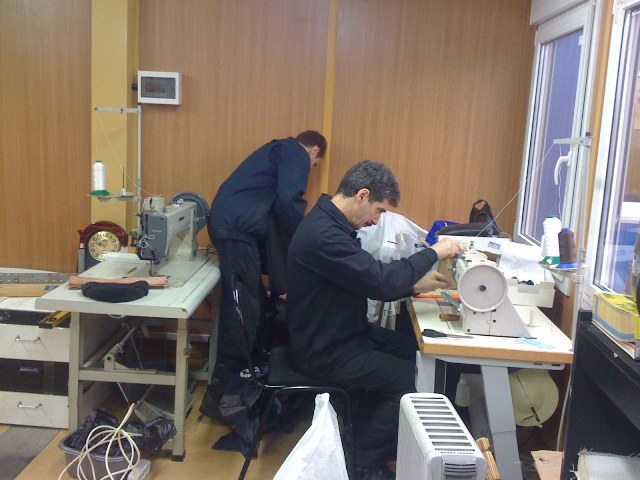
Модульный цех

Модульные здания — здания из модулей заводского изготовления, собранные из одного и более блоков модулей (в основном из блок-контейнеров).
Модульные здания относятся как к временным строениям, которые устанавливаются без фундамента (преимущественно до трёх этажей) и могут легко демонтироваться и перевозиться на другое место, так и к капитальным многоэтажным строениям.
Изготавливаются в различном исполнении для любых климатических условий, отвечают всем пожарным и санитарным требованиям, имеют систему отопления и вентиляции, сантехнику и электрооборудование.

## Особенности
Самое главное преимущество модульных зданий — это их мобильность и скорость развертывания; модульное здание собирается в течение нескольких дней, за счёт унификации панелей и несущих конструкций.
Двухэтажное временное здание может быть собрано в течение нескольких дней.
Технологии строительства модульных зданий объединяют под общим названием модульное строительство. Основные области применения таких технологий — строительство быстровозводимых зданий самого различного назначения, в том числе и в области жилищного строительства.
Технология модульного строительства позволяет оперативно решить проблему с помещениями различного назначения. Конструкция офисно-бытовых модулей позволяет создавать помещения любой конфигурации и площади.
Технология сборки модульных зданий зависит от применяемых блок-модулей (блок-контейнеров). Существуют блок-контейнеры, поставляемые в полной заводской готовности, и сборно-разборные блок-контейнеры, поставляемые в разобранном виде в пакетах, для экономичной перевозки.
Система включает в себя полный набор элементов жизнеобеспечения, встроенных в стандартные панели: двери, окна, системы отопления и кондиционирования, сантехническое и электрическое оборудование, системы освещения, внутреннюю отделку. В этой системе для обеспечения жесткости конструкции применяются болтовые соединения каркасов и модулей. Уникальная технология теплоизоляции помещения обеспечивает комфорт при низких температурах.
С появлением на современном строительном рынке новых материалов для внутренней и внешней отделки модулей строительство по модульной технологии постепенно вытесняет устаревшие способы капитального строительства при возведении малоэтажных зданий.

## Объёмно-модульное домостроение
Объёмно-модульное домостроение — один из видов сборного строительства, основанный на использовании предварительно изготовленных в заводских условиях блок-модулей при возведении зданий различного назначения. То есть на стройплощадку привозятся не отдельные узлы или панели, а трёхмерные части здания, например, комнаты.
Преимущества модульного домостроения:
- Высокая скорость строительства (по данным агентства McKinsey, модульное строительство может сократить сроки строительства на 20-50 %).
- Качество конструкций, произведённых на заводе, значительно выше качества на стройке (за счёт возможности постоянно контролировать процесс и обеспечить комфортные условия труда).
- Заводская высокая точность деталей значительно снижает количество переделок в процессе строительства.
- Вместо стройки на площадке идёт сборка здания, что означает меньше грязи и шума.

Недостатки модульного домостроения:
- Необходимость значительных инвестиций в производство, а значит и низкая сопротивляемость кризисам.
- Сложный процесс перевозки модулей (модули шириной более трёх метров требуют при перевозке уведомления ГИБДД (в России); если конструкции очень широкие, требуется сопровождение спецтранспорта и транспортировка ночью).
- Дороговизна перевозки модулей (перевозка модулей менее эффективна, чем панелей, так как приходится возить воздух).

Существующие недостатки модульного домостроения существенно ограничивают сферу его использования. Частично преодолеть эти ограничения позволяют гибридные решения, например, смешанные модульные и панельные технологии.
Идеи модульного домостроения были популярны ещё в 1960—1970-х годах. Среди самых известных зданий — жилой комплекс «Хабитат 67» в Монреале и капсульная башня «Накагин» в Токио. Однако из-за отсутствия гибкости и высокой себестоимости технология не стала популярной.
В настоящее время модульное домостроение вновь становится актуальным. Согласно данным аналитического агентства Marketsandmarkets, мировой рынок модульного строительства растёт со скоростью более 7 % в год и составит в 2023 году 129 млрд долларов. Большой интерес к этим технологиям проявляют различные страны мира. Рынок растет и в США, и в Европе, и в странах Азии. Например, британские власти ставят целью строить к 2030 году 75 тыс. модульных домов в год. А 135-метровый комплекс Ten Degrees в Лондоне на сегодняшний день (2021 год) является самым высоким модульным зданием в мире, состоящим из 1 500 модулей. Доля модульного домостроения в США по состоянию на 2021 год составляла около 10 % рынка.

### Модульное домостроение в России
В 2010 году в п.Дактуй была построена первая в России модульная школа МБУК 100.
В 2011 году в д. Ивановское была построена вторая в России модульная школа МБУК 100.
В 2014 году в Воронеже была построена первая в России гостиница по модульной технологии. Шестиэтажное здание отеля Holiday Inn со 145 гостиничными номерами было собрано из 107 готовых заводских модулей. Стандартный модуль имел в длину 17 метров и содержал два полностью укомплектованных гостиничных номера и секцию коридора.
С 2015 года в Воронеже работает крупный завод объёмно-блочного домостроения, производящий модули для строительства жилья. Технологии позволяют строить 25-этажные жилые здания со скоростью один этаж в день.
В 2016 году Тюменская Производственная Компания запустила производство модульных зданий из сборных сэндвич панелей, данная технология позволяет изготовить 5-этажные строения. Монтаж зданий на объекте возможен со скоростью более 200 квадратных метров в сутки
В 2017 году в столичном регионе был начат выпуск сантехнических кабин заводского изготовления. На стройку ванная комната приезжает в виде отдельного модуля с отделкой, уже разведёнными инженерными коммуникациями и сантехникой. За период с 2017 года по 2021 год в жилые комплексы Москвы было поставлено более 25 тыс. таких модулей.
В 2021 году в Новой Москве и подмосковном Волоколамске начато строительство заводов по выпуску строительных модулей. На заводе ГК «МонАрх» произведен модуль-рекордсмен, площадью 117 квадратных метров - габариты :18 х6,5 м, высотой 3,474 метра. Представители книги рекордов России зафиксировали данное достижение, признав его уникальным.
Минстрой утвердил свод правил СП 501.1325800.2021 «Здания из крупногабаритных модулей. Правила проектирования и строительства. Основные положения» для крупногабаритного модульного проектирования и строительства зданий, который устанавливает требования по проектированию и строительству зданий из крупногабаритных железобетонных модулей, который включает в себя порядок сборки, требования к стыковым узловым сопряжениям, к инженерному оборудованию и к отделке крупногабаритных модулей.
В 2023 году создание Ассоциации Развития Модульного Строительства — АРМС (НКО «АРМС») задача которой озвучена популяризация и внедрение технологий префабрикации и модульного строительства в России.
Помимо сантехнических модулей в столичном регионе девелоперы многоквартирных домов также стали использовать префаб-решения для инженерных систем.
В 2024 году Департамент градостроительной политики города Москвы заявил о готовности войти в экспертный совет Ассоциации развития модульного строительства.
Минстрой разработал свод правил на проектирование модульных зданий СП ХХ.1325800.2024 «Здания и сооружения модульные. Правила проектирования».
В сентябре 2024 года была проведена первая выставка модульных конструкций и префаб-технологий «Модуль Экспо». Организаторами мероприятия выступили Национальный исследовательский московский государственный строительный университет и Ассоциация развития модульного строительства (АРМС) при поддержке Министерства строительства и ЖКХ Российской Федерации. Выставку посетил заместитель председателя правительства Российской Федерации, Марат Хуснуллин.
Среди факторов, стимулирующих модульное домостроение в России, — дефицит рабочих в строительной отрасли, отказ от иностранной рабочей силы на российских стройках, столичная реновация.